# Sandhems landskommun
Sandhems landskommun var en tidigare kommun i dåvarande Skaraborgs län.

## Administrativ historik
Kommunen inrättades i Sandhems socken i Vartofta härad i Västergötland när 1862 års kommunalförordningar trädde i kraft.  
Vid Kommunreformen 1952 uppgick kommunen i Mullsjö landskommun som 1971 ombildades till Mullsjö kommun.

## Politik

### Mandatfördelning i Sandhems landskommun 1938-1946
| 8 | 2 | 5 | 1 | 4 |

| 19 |

| 8 | 10 | 2 |

| 20 |

| 6 | 3 | 8 | 3 |

| 19 |